# Sale (Tràcia)
Sale (en grec antic Σάλη) era una antiga ciutat de la costa de Tràcia, a la part oest de la desembocadura de l'Hebros, i no gaire lluny de Zone i de Dorisc. És esmentada per Heròdot com una colònia de Samotràcia.